# Trastorn cutani
Un trastorn cutani o una malaltia cutània és qualsevol afecció mèdica que afecta el sistema tegumentari (el sistema que cobreix la superfície dels animals i comprèn la pell, cabell, ungles).
Els trastorns del sistema tegumentari humà constitueixen un ampli espectre de trastorns i malalties, també coneguts com a dermatosis (encara que aquest terme s'utilitza més per les afeccions no inflamatòries), així com molts estats no-patològics (com, en determinades circumstàncies, la melanoníquia, les taques de naixença i les ungles en raqueta o pseudoclubbing). Mentre que només un petit nombre de malalties de pell representen la majoria de les visites al metge, s'han descrit milers d'afeccions de la pell. Amb certes excepcions, estan codificades al capítol XII de la CIM-10.
La classificació d'aquests trastorns sovint representa molts reptes nosològics, ja que sovint no es coneix l'etiologia o la patogènesi subjacent. Per tant, la majoria de llibres de text presenten una classificació basada en la ubicació (per exemple, trastorns de la mucosa, de les ungles, de la pell), la morfologia (per exemple, les malalties ampul·loses autoimmunitàries), l'etiologia (per exemple, les malalties de la pell com a resultat de factors químics o físics), i així successivament. A grans trets, les lesions elementals de la pell es poden agrupar en dues categories: primàries o secundàries.
Un 10% de totes les dermatosis estan relacionades amb la feina, sent la dermatitis de contacte (tant de naturalesa al·lèrgica com irritativa) una de les malalties laborals més freqüents.
Clínicament, el diagnòstic de qualsevol malaltia de la pell es fa especial mitjançant la recopilació d'informació pertinent pel que fa a la presentació de lesió de pell, incloent la ubicació (per exemple: els braços, el cap, les cames), els símptomes (prurigen, dolor), la durada (aguda o crònica), la presentació (per exemple: lesió solitària, afectació generalitzada, presentació anul·lar, agrupades linealment), morfologia (per exemple: màcules, pàpules, vesícules) i el color (vermell, blau, marró, negre, blanc, groc). La dermatoscòpia simple i la videodermatoscòpia són actualment els mètodes més comuns per avaluar lesions cutànies. El diagnòstic de molts trastorns sovint també requereix una biòpsia de pell de la que s'obté una informació histològica que pot ser correlacionada amb la presentació clínica i les dades de laboratori. S'han desenvolupat procediments basats en l'aprenentatge profund i en la tecnologia de visió artificial que faciliten la diagnosi de diverses malalties cutànies. La microscòpia confocal de reflectància és una eina molt útil en el maneig in vivo i ex vivo de diferents tipus de càncer de pell.

## Lesions

### Distribució
"Distribució" es refereix a com es localitzen les lesions. Poden estar confinadess a una sola àrea o poden estar en diversos llocs. Algunes distribucions es correlacionen amb els mitjans pels quals una àrea determinada es veu afectada. Per exemple, la dermatitis de contacte es correlaciona amb llocs on l'al·lèrgen ha provocat una resposta immunitària.
Pot ser:
- Generalitzada
- Simètrica: un costat reflecteix l'altre
- Flexora: a la part davantera d'una part d'una extremitat (per ex. dels dits, colzes)
- Extensora: a la part posterior d'una part d'una extremitat
- Intertriginosa: en una zona on dues zones de la pell es poden tocar o fregar (aixella, àrea anogenital, entre els dits, sota els pits)
- Mobilliforme: semblant al xarampió
- Palmoplantar: al palmell de la mà i la planta del peu
- Periorificial: al voltant d'un orifici com la boca
- Periungual/subungual: al voltant o sota d'una ungla
- Blaschkoide: seguint el camí de les línies de Blaschko a la pell
- Fotodistribuïda: en llocs on arriba la llum solar
- Zosteriforme o dermatomal: associat a un nervi determinat